# فرنسيسكو رويدا
فرنسيسكو رويدا (بالإسبانية: Francisco Rueda)‏ (21 ديسمبر 1983 في المكسيك - ) هو لاعب كرة قدم مكسيكي في مركز الوسط. لعب مع نادي مونتيري وريبوسيروس دي لا بيداد ‏ وأتلانتا سيلفرباكس.

## وصلات خارجية
- فرنسيسكو رويدا على موقع قاعدة بيانات كرة القدم.إي يو (الإنجليزية)
- فرنسيسكو رويدا على موقع عالم كرة القدم.نت (الإنجليزية)